# Protocole de Londres (1829)
Pour les articles homonymes, voir Protocole de Londres.
Le protocole de Londres du 22 mars 1829 est un accord entre les trois grandes puissances (Grande-Bretagne, France et Russie) amendant le premier protocole de Londres (1928) (en) sur la création d'un État grec autonome sur le plan interne, mais tributaire de la suzeraineté ottomane.
À la suite de la guerre d'indépendance grecque, qui a débuté en 1821, et de l'intervention des grandes puissances dans le conflit lors de la bataille de Navarin (1827), la création d'une certaine forme d'État grec dans le sud de la Grèce devient certaine. En 1827, la troisième Assemblée nationale grecque confie la gouvernance de la nation naissante à Ioánnis Kapodístrias, qui est arrivé en Grèce en janvier 1828. Parallèlement à ses efforts pour jeter les bases d'un État moderne, Kapodístrias entreprend des négociations avec les Grandes Puissances quant à l'étendue et au statut constitutionnel du nouvel État grec, notamment lors de la conférence de Poros des ambassadeurs des Grandes Puissances en septembre 1828. En novembre 1828, faisant fi des recommandations des ambassadeurs, les Grandes Puissances s'entendent sur le premier protocole de Londres, qui crée un État grec autonome englobant uniquement le Péloponnèse (Morée) et les îles Cyclades. 
Le 22 mars 1829, le ministre britannique des Affaires étrangères, George Hamilton-Gordon, ainsi que les envoyés de la France et de la Russie, Jules de Polignac et Christophe de Lieven, signent le deuxième protocole de Londres, qui accepte en grande partie les recommandations de la conférence de Poros. Selon ce protocole, la Grèce deviendrait un État séparé jouissant d'une autonomie complète sous le règne d'un prince chrétien héréditaire qui serait choisi par les puissances, mais elle reconnaîtrait la suzeraineté du sultan ottoman et paierait un tribut annuel de 1,5 million de piastres ottomanes.
Les frontières du nouvel État s'étendront du golfe Ambracique, à l'ouest, au golfe Pagasétique, à l'est, incluant ainsi le Péloponnèse et la Grèce continentale, ainsi que les Cyclades, mais pas la Crète ni d'autres îles de la mer Égée comme Samos, qui avaient joué un rôle majeur dans la guerre d'indépendance et sont toujours sous contrôle grec. 
L'Empire ottoman est contraint de reconnaître le protocole par le traité d'Andrinople, qui a conclu la guerre russo-turque de 1828-1829, mais peu après, les puissances commencent à se tourner vers une indépendance totale de la Grèce, qui est reconnue dans le protocole de Londres du 3 février 1830.